# Фиат Панда
„Фиат Панда“ (Fiat Panda) е модел миниавтомобили (сегмент A) произвеждан от италианската компания „Фиат“ в три последователни поколения от 1980 година насам.
Моделът е компактен и често е наричан „малкото мече“ или „страхотната кутийка на ФИАТ“.

## Първо поколение (1980 – 2003)
Моделът е замислен като достъпен автомобил и подходящ за извънградски условия (мултифункционален). За създаването на образа му служи ФИАТ 126
, но за разлика от него е разширено купето и е подчертана ръбестата визия. Разработването му започва в края на 1978 и през 1980 се появява първата генерация. Кодовото име на модела е (Тип 141).

## Второ поколение (2003 – 2012)
След изключително успешниата „първа Панда“ през 2003 се появява проект и прототип за чисто нова версия, която се лансира 2004. За разлика от предшественика си моделът е с 4 врати има предлага по-добър обзор от купет и СУВ версия. Моделът печели титлата Европейски автомобил на годината за 2004 година.

## Трето поколение (2012 г.)
В началото на 2011 започват и тестовете на третата генерация. По дизайн наподобява втората Панда, но в техническо отношение има редица подобрения в мощността и икономичността на двигателя, допълнителни електрически подобрения и нови изключително интересни и многообразни дизайнерски решения.